# Охорона підготовчих виробок
Охорона підготовчих виробок (рос. охрана подготовительных выработок, англ. auxiliary measures to protect development workings, нім. Vorrichtungsgrubenbauschutz m, Vorrichtungsbauschutz m) – заходи, що вживаються для попередження деформацій гірничих виробок. 
Способи охорони виробок: 
- масив вугілля – масив вугілля,
- масив вугілля – цілик вугілля,
- масив вугілля – залізобетонні тумби,
- масив вугілля – бутова смуга,
- бутова смуга – бутова смуга,
- залізобетонні тумби – залізобетонні тумби,
- бетонна смуга – бетонна смуга та ін.

З метою зменшення коштів на проведення перелічених заходів варто при виборі місця закладання виробок, їх форми, перерізу та виду кріплення враховувати напружений стан масиву гірських порід.